# Rötgesbüttel
Rötgesbüttel település Németországban, azon belül Alsó-Szászország tartományban. Lakosainak száma 2481 fő (2023. december 31.). Rötgesbüttel Adenbüttel, Vordorf, Meine, Isenbüttel és Ribbesbüttel községekkel határos.

## Népesség
A település népességének változása:
| Lakosok száma | 2288 | 2323 | 2363 | 2329 | 2456 | 2471 | 2481 |
|               | 2016 | 2017 | 2018 | 2019 | 2021 | 2022 | 2023 |